# Antoni Jełowicki
Antoni (Jan Antoni) Jełowicki herbu własnego – podkomorzy nowogrodzkosiewierski w latach 1768-1786, chorąży nowogrodzkisiewierski w latach 1748-1768, komornik królewski, starosta bereżski w 1738 roku.
Poseł na sejm nadzwyczajny 1750 roku z województwa kijowskiego.